# Gare de Tendō
La gare de Tendō (天童駅, Tendō-eki) est une gare ferroviaire de la ville de Tendō, dans la préfecture de Yamagata au Japon. Elle est exploitée par la compagnie JR East.

## Situation ferroviaire
La gare est située au point kilométrique (PK) 100,4 des lignes Shinkansen Yamagata et Ōu.

## Histoire
La gare a été inaugurée le 23 août 1901. Le Shinkansen y arrive le 4 décembre 1999.

## Service des voyageurs

### Accueil
La gare dispose d'un bâtiment voyageurs, avec guichets, ouvert tous les jours.

### Desserte
- Ligne Shinkansen Yamagata :
  - voie 1 : direction Yamagata, Fukushima et Tokyo
  - voie 2 : direction Shinjō
- Ligne principale Ōu (Ligne Yamagata) :
  - voies 1 et 3 : direction Yamagata et Fukushima
  - voies 2 et 3 : direction Shinjō